# ミャンマー連邦共和国憲法
ミャンマー連邦共和国憲法（ミャンマーれんぽうきょうわこくけんぽう、ビルマ語: ပြည်ထောင်စုသမ္မတမြန်မာနိုင်ငံတော်ဖွဲ့စည်းပုံအခြေခံဥပဒေ）は、ミャンマーの憲法である。
クーデターによって効力を失った1947年憲法（ビルマ連邦憲法）並びに1974年憲法（ビルマ連邦社会主義共和国憲法）に次ぐものである。

## 構成
前文と15章、計456条からなる。
- 前文

1. 連合の基本原則
2. 国家構成
3. 国家元首
4. 立法府
5. 実務
6. 司法
7. 防衛
8. 市民及び、市民の基本的権利と義務
9. 選挙
10. 政党
11. 非常事態に関する規定
12. 憲法改正
13. 国旗、国璽、国歌と首都
14. 暫定規定
15. 一般規定

## 歴史

### 憲法制定過程
これは2003年8月30日に当時の国家平和発展評議会のキン・ニュン首相によって発表された7つのステップからなるロードマップの一部であり、そのうちの1つには、1996年3月31日に国家法秩序回復評議会によって閉会させられた新憲法草案の審議を行う国民会議の再開が含まれていた。
国民会議は2004年5月17日に再開され、25の少数民族武装組織から招待された代表者と一般の代表者合わせて1076人が出席し、数回の会合を経て、国家平和発展評議会によって任命された54人の委員による憲法起草委員会を設立するとした基本原則を採択して閉会した。2008年2月19日、国家平和発展評議会は起草委員会が憲法草案を完成させ、2008年5月に国民投票を実施する予定であると発表した。
国民投票は2008年5月10日（一部の地域ではサイクロン・ナルギスの影響で2008年5月24日に実施された）に実施され、国家平和発展評議会は有権者の93.82％が憲法草案に賛成したと発表したが、アウンサンスーチー率いる国民民主連盟（NLD）が憲法草案に反対する中で強行したこと、国民投票とプロセス全体の自由と公平さが十分担保されていないなどとして、このプロセスに対する批判が広がった。

### 民政復帰と憲法改正の動き
2010年総選挙と2011年3月の民政復帰を受けて、国軍系政党の連邦団結発展党（USDP）から大統領となったテイン・セインは国民民主連盟に対話を呼び掛け、国民民主連盟は2012年4月の連邦議会補欠選挙にアウンサンスーチーらを擁立して国政に進出した。その後、国民民主連盟は連邦議会の議席の25％を国軍に割り当てた憲法の規定（後述）や、英国籍の息子がいるアウンサンスーチーの大統領就任を妨害する目的で導入された憲法59条6項の規定（本人、両親、配偶者、子供とその配偶者のいずれかが外国籍の場合は被選挙権を有さない）を削除しようと試みるが、国軍や連邦団結発展党の抵抗によってことごとく頓挫した。
だが一方で、国民民主連盟は2015年総選挙で圧勝して政権を獲得すると、実質的な最高指導者である国家顧問を新規に設置し、同職にアウンサンスーチーを任命することで彼女が憲法規定に抵触しないまま国政運営に参加できる道を築いた。

### 軍政の復活と連邦議会代表委員会による一方的な憲法廃止宣言
国民民主連盟は2020年の総選挙でも圧勝したが、選挙結果を不服とする国軍や連邦団結発展党は不正選挙を主張し、2021年2月1日のクーデターでアウンサンスーチーや大統領のウィンミンらを拘束、憲法417条に基づいて非常事態宣言を布告し、国軍総司令官ミン・アウン・フライン上級大将を議長とする国家行政評議会を設立して国権を奪取した。国軍はあくまでも一連のクーデターを「憲法に基づいた措置」としており、国家行政評議会は憲法の効力を停止していない。
一方、クーデターの動きに反発した国民民主連盟所属の連邦議会議員有志らは2月5日に事実上の暫定議会にあたる連邦議会代表委員会（CRPH）を結成して抵抗運動を開始し、3月1日には事実上の臨時政府となる臨時内閣を組織した。結成直後のCRPHは2008年憲法の扱いについて特に言及していなかったが、3月31日に2008年憲法の廃止を一方的に宣言すると共に、暫定憲法として「連邦民主憲章（英語: Federal Democracy Charter、ビルマ語: ဖက်ဒရယ်ဒီမိုကရေစီ ပဋိညာဉ်）」を制定したと発表した。その後、4月16日に発足した国民統一政府（NUG）も引き続き2008年憲法の効力を否定し、「連邦民主憲章」を暫定憲法として適用している。

## 国軍の特権
国軍は2008年憲法の下で様々な特権を保持している。連邦議会の議席の25％が国軍に割り当てられているほか、国防省・内務省・国境省の大臣の任免権は大統領にはなく、国軍総司令官にある。また、連邦議会で選出される2人の副大統領のうちの1人は国軍出身者から選ばれる。
こうした国軍の特権に対して、民政復帰後の国家指導者（特に、2015年総選挙で政権党となった国民民主連盟）は治安機関にほとんど影響力を行使することができない状態にあった。